# Microrregión de Santa Rosa
La microrregión de Santa Rosa es una de las microrregiones del estado brasileño de Rio Grande do Sul perteneciente a la mesorregión Noroeste Rio-Grandense. Su población fue estimada en 2005 por el IBGE en 162.451 habitantes y está dividida en trece municipios. Posee un área total de 3.451,575 km². Três de Maio y la segunda ciudad más grande del área metropolitana de Santa Rosa (Brasil) con una población de 31.195, el frente es Santa Rosa con una población de 71.259. Três de Maio y una referencia en el noroeste, y una de las compañías de más rápido crecimiento en la región, las industrias y la población y una ciudad tranquila, con muchos beneficios y las ciudades

## Municipios
- Alecrim
- Cândido Godói
- Independência
- Novo Machado
- Porto Lucena
- Porto Mauá
- Porto Vera Cruz
- Santa Rosa
- Santo Cristo
- São José do Inhacorá
- Três de Maio
- Tucunduva
- Tuparendi

- Datos: Q2566070